# Ряжанка
Ря́жанка (завдаванка, колотуха, паруха, сметана, завдавана сметана, розм. пряжанка) — традиційний молочний продукт української кухні, що виготовляється з пряженого молока.
Молоко довго парили (пряжили) у печі — до золотавого кольору, охолоджували до кімнатної температури, заправляли ложкою-другою сметани або вершків, накривали і ставили у тепле місце зсідатися. Годин через 12 ряжанка була готова, тоді її знову охолоджували й уживали до вареників і млинців, оладок і коржів, їли з хлібом і пирогами на полуденок у неділю, а також у святкові дні. Ряжанка і сьогодні — один із найулюбленіших напоїв.
Її виготовляють з натурального молока, яке спочатку піддають пастеризації й отримують пряжене молоко, яке потім заквашують спеціальною кисломолочною закваскою (молочнокислим стрептококом).

## Рецепт
Для приготування ряжанки з коров'ячого молока молоко пряжиться упродовж процесу топки печі на повільному вогні протягом декількох годин, поки воно не стане бежевого кольору, потім до охолодженого до кімнатної температури молока додають сметану у співвідношенні 5:1, перемішують і ставлять в тепле місце ще на добу.
Склад
- 5 склянок молока
- 1 склянка сметани

Молоко повільно гріти, але не доводячи до закіпання в товстій емальованій або керамічній посудині.
Гріти поки воно не дістане кремове забарвлення. Водночас слідкувати щоб не підгоріло. Постійно перемішувати.
Після цього охолодити, влити в нього сметану. Рівномірно розмішати та поставити на 2..3 години для загустіння.

## Особливість та користь продукту
Зважаючи, що складники в ряжанці практично ідентичні з тими, які містяться в пряженому молоці, але процес закваски призвів до того, що ряжанка засвоюється набагато краще. До складу ряжанки входять вітаміни групи А, В, С і РР. В ній присутня чимала кількість найважливіших для здоров'я людини мінеральних речовин — макро-і мікроелементів: залізо, кальцій, сірка, магній, фосфор, калій і натрій.
Доведено, що поряд з відмінними гастрономічними якостями користь ряжанки для людини полягає в великому вмісті кальцію. В 1 склянці цього кисломолочного продукту міститься 1/4 необхідної добової норми цієї речовини і 20 % фосфору. Крім того, білок, який міститься в цьому напої, здатний засвоюватися значно легше і швидше, аніж у молоці. Відтак регулярне вживання ряжанки призводить: до поліпшення апетиту, роботи нирок і шлунково-кишкового тракту. Певним застереженням до вживання напою є наявність у людини виразкових захворювань шлунка та гастритів з підвищеною кислотністю.

## Схожі продукти
- Айран
- Кефір
- Йогурт
- Кумис
- Закваска
- Маслянка
- Чайний гриб
- Молочний гриб